# Henri François Simonet
Henri François Simonet (10 de mayo de 1931 - 15 de febrero de 1996) fue un político belga que ocupó la Vicepresidencia de la Comisión Europea entre 1973 y 1977, así como diversos cargos ministeriales en su país.

## Biografía y actividad política
Nacido en Bruselas, Simonet comenzó su actividad política como miembro del Partido Socialista de Bélgica. Ocupó el cargo de alcalde de Anderlecht entre 1966 y 1984, sucediendo a Joseph Bracops. Al igual que su antecesor, Simonet dominó la escena política de tal modo que su rival, Philippe Moureaux, se trasladó al municipio de Molenbeek-Saint-Jean, para proseguir ahí su carrera política. 
Como alcalde, Simonet llevó a cabo una reforma integral de la ciudad. Atrajo un nuevo desarrollo en la forma del Hospital Erasmus, un Hospital Universitario vinculado a la Universidad Libre de Bruselas.
Christian D'Hoogh le sucedió como nuevo alcalde de Anderlecht.
En 1972 fue nominado Ministro de Asuntos Económicos en el gobierno de Gaston Eyskens. En 1973 abandonaría la política nacional para formar parte de la Comisión Ortoli, en la que ocupó la Vicepresidencia y el cargo de Comisario de Fiscalidad y Energía. En el año 1977 volvería a la política nacional para ser nombrado Ministro de Asuntos Exteriores en el gobierno de Leo Tindemans, ocupando el cargo hasta 1980.
En 1985 Simonet dejó el Partido Socialista y se unió al Partido Liberal Reformista de Bélgica, en dónde se caracterizó por adoptar posiciones xenófobas.
Murió el 15 de febrero de 1996 en su residencia de Bruselas.